# Настоящие люди
«Настоя́щие лю́ди» (швед. Äkta människor) — шведский сериал в жанре фантастики, снятый по сценарию Ларса Лундстрёма.
Производством сериала занимались Sveriges Television и Matador Film в сотрудничестве с Danmarks Radio и YLE. Показ первого сезона стартовал на канале SVT 1 22 января 2012 года, второго — 1 декабря 2013. Права на американскую адаптацию сериала были проданы Kudos Film & Television ещё до премьеры. В дальнейшем права на показ приобрели ещё несколько десятков стран.
В сентябре 2013 года сериал получил престижную премию Prix Italia в категории «Лучший телесериал».

## Сюжет

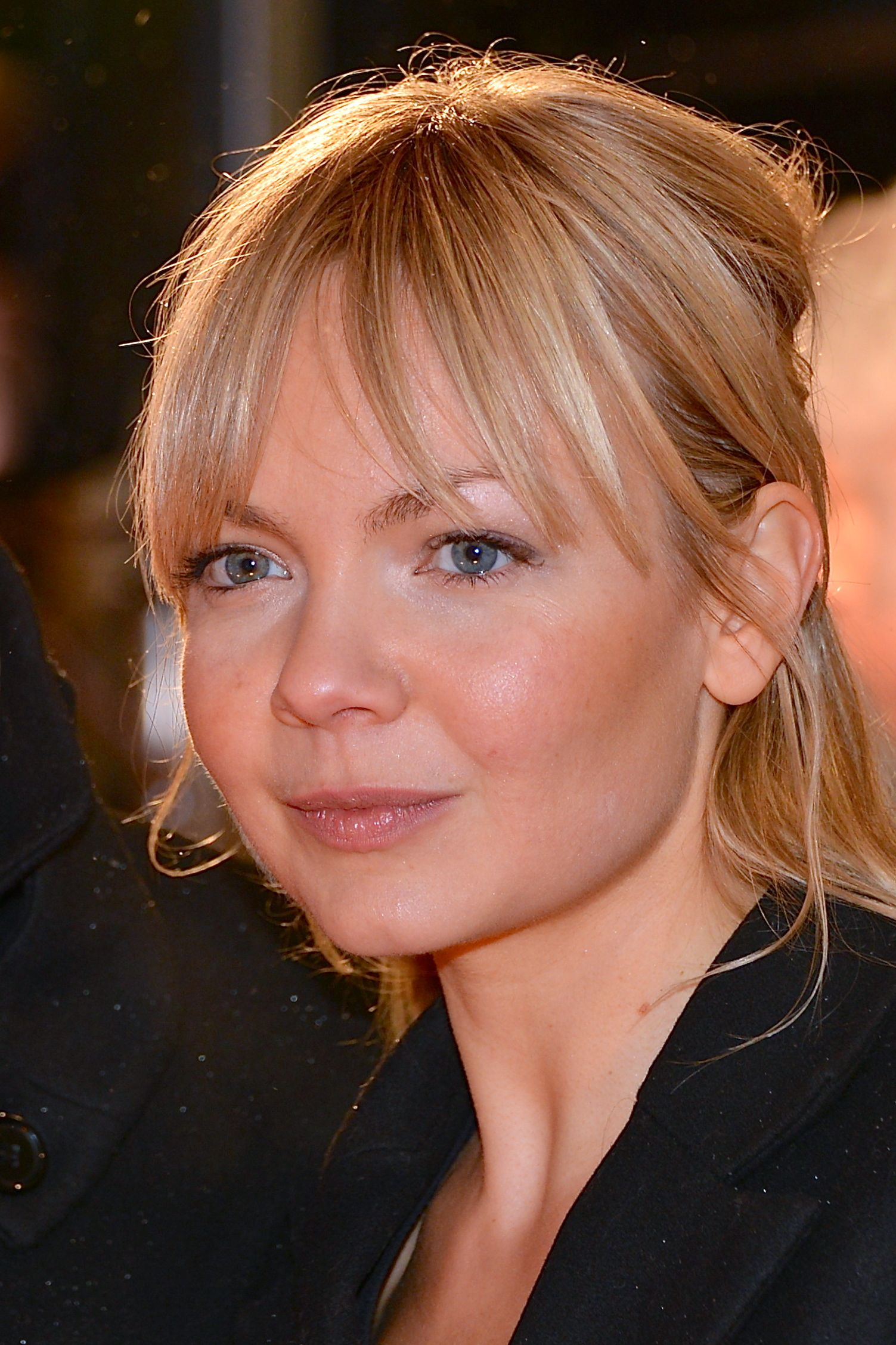
Мари Робертсон

Действие сериала происходит в недалёком будущем в Швеции, в которой, помимо людей, обитают хуботы (hubotar) — высокоразвитые роботы с человеческим обличьем. Они широко используются в промышленности, сфере бытовых и интимных услуг, а также домашнем хозяйстве. Это привело к возникновению чёрного рынка, на котором продают роботов, украденных у законных владельцев. В некоторых кругах «настоящих людей», однако, существует недовольство существующим положением, в результате чего появляется террористическая организация, выступающая за запрет хуботов.
В центре повествования находятся Лео и Ниска — лидеры группы роботов, борющихся за свободу. Во время побега девушка Лео Мими получает повреждение и похищается преступниками для последующей перепродажи. После этого Лео, оставив группу, отправляется на её поиски.
Тем временем семья Энгманов приобретает для своего престарелого дедушки, который живёт отдельно, хубота-домохозяйку. В качестве бонуса они получают в магазине Мими, которой похитившие её преступники переформатировали память и дали новое имя — Анита. Она остаётся в семье, члены которой пытаются наладить с ней взаимоотношения.

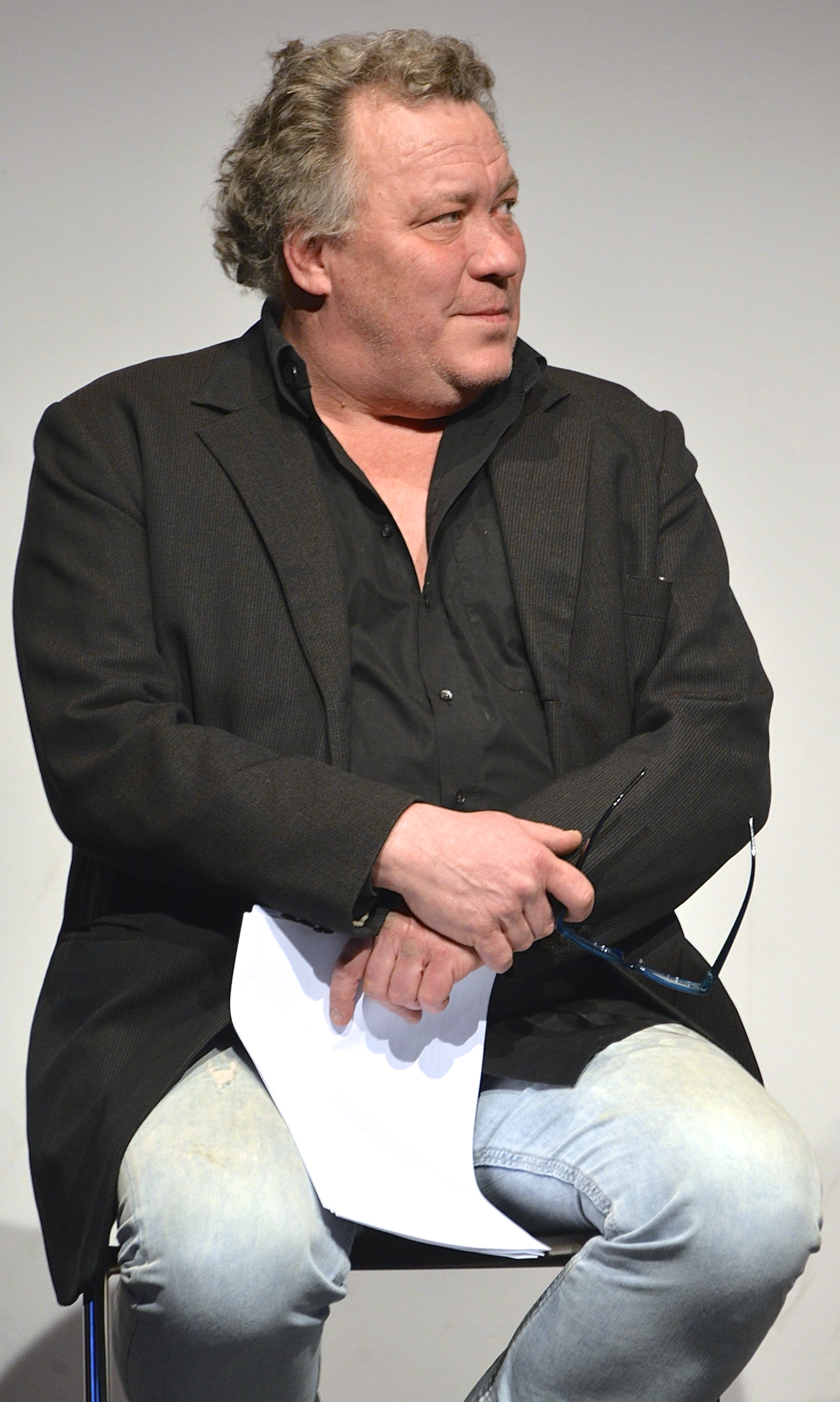
Лейф Андрее

## В ролях
| Актёр            | Роль              |
| ---------------- | ----------------- |
| Мари Робертсон   | Беа Новак         |
| Ева Рёсе         | Ниска             |
| Андреас Вильсон  | Лео Эйшер         |
| Лейф Андрее      | Рогер             |
| Пиа Хальворсен   | Ингер Энгман      |
| Коре Хедебрант   | Тубиас Энгман     |
| Натали Минневик  | Матильда          |
| Юхан Паульсен    | Ханс Энгман       |
| Свен Эльфстрём   | Леннарт Солльберг |
| Лизетт Паглер    | Мими/Анита        |
| Александер Стокс | Уди               |
| Юханнес Кунке    | Рик               |